# ISO 24165
La norme ISO 24165 est une norme internationale qui définit un identifiant universel pour les "jetons numériques" (parfois appelés par anglicisme "jeton digital", ; en anglais digital token), terme choisi par la Digital Token Identifier Foundation (DTIF) pour désigner les cryptoactifs. Elle fournit un code unique composé de 9 caractères alphanumériques, appelé identifiant de jeton numérique (en anglais Digital Token Identifier, DTI). Ces codes sont attribués aléatoirement à des jetons numériques, ce qui garantit une identification cohérente sur différents systèmes et plateformes.
La norme, élaborée par le sous-comité SC8 de l'Organisation internationale de normalisation (ISO), se compose de deux parties. La norme ISO 24165-1 décrit la méthode pour l'enregistrement et l'affectation d'un DTI, tandis que la norme ISO 24165-2 décrit les éléments de données requis pour l'enregistrement et l'affichage dans le registre des DTI,.